# کریس ویلیامز (هنرپیشه)
کریس ویلیامز (انگلیسی: Chris Williams؛ زادهٔ ۲ نوامبر ۱۹۶۷) یک هنرپیشه، و صدا پیشه اهل ایالات متحده آمریکا است. وی از سال ۱۹۹۲ میلادی تاکنون مشغول فعالیت بوده‌است.
او در فیلم داج بال: داستان یک بازنده واقعی بازی کرده است.